# Farhad Khalilov
Pour les articles homonymes, voir Khalilov.
Farhad Khalilov (en azéri : Fərhad Qurban oğlu Xəlilov né le 26 octobre 1946 à Bakou est un peintre, Artiste du peuple d'Azerbaïdjan.

## Études
Farhad Khalilov termine l’école secondaire de Bakou et en 1961-1966, il reçoit sa première formation professionnelle à l'École des beaux-arts du nom d'Azim Azimzade. Il poursuit ensuite ses études à l'École d'Art Stroganov et à l'Institut polygraphique de Moscou en 1969- 1975.

## Parcours professionnel
Les motifs d'Absheron jouent un rôle important dans l'œuvre de Farhad Khalilov. Les plages et les vues d'Absheron, ainsi que les colonies de la Péninsule d'Abchéron - Nardaran, Buzovna, Zagulba, Mashtaga, Mardakan et d'autres peuvent servir d'exemples.
En 1987, Farhad Khalilov est élu président de l'Union des peintres d'Azerbaïdjan. Les œuvres de l'artiste ont été exposées à plusieurs reprises dans divers pays de l'ex-URSS, en Europe et aux États-Unis, ainsi que dans diverses galeries et expositions. En 2006, l'artiste du peuple d'Azerbaïdjan Farhad Khalilov est honoré de l'Ordre de Charaf (Gloire) et l'Ordre de Chohrat (Honneur) pour ses services rendus au développement de l'art azerbaïdjanais, ainsi que du Grand Prix de la Biennale de Téhéran.